# ISS-Expedition 54
ISS-Expedition 54 ist die Missionsbezeichnung für die 54. Langzeitbesatzung der Internationalen Raumstation (ISS). Die Mission begann mit dem Abkoppeln des Raumschiffs Sojus MS-05 von der ISS am 14. Dezember 2017 und endete mit dem Abkoppeln von Sojus MS-06 am 27. Februar 2018.

## Mannschaft
Übernommen von ISS-Expedition 53:
- Alexander Alexandrowitsch Missurkin (2. Raumflug), Kommandant (Russland/Roskosmos, Sojus MS-06)
- Mark Thomas Vande Hei (1. Raumflug), Bordingenieur (USA/NASA, Sojus MS-06)
- Joseph M. Acaba (3. Raumflug), Bordingenieur (USA/NASA, Sojus MS-06)

Zusätzlich ab 19. Dezember 2017:
- Anton Nikolajewitsch Schkaplerow (3. Raumflug), Bordingenieur (Russland/Roskosmos, Sojus MS-07)
- Norishige Kanai (1. Raumflug), Bordingenieur (Japan/JAXA, Sojus MS-07)
- Scott David Tingle (1. Raumflug), Bordingenieur (USA/NASA, Sojus MS-07)

### Ersatzmannschaft
Seit Expedition 20 wird wegen des permanenten Trainings für die Besatzungen keine offizielle Ersatzmannschaft mehr bekanntgegeben. Inoffiziell gelten die Backup-Crews der beiden Sojus-Zubringerraumschiffe MS-06 und MS-07 (siehe dort) als Ersatzmannschaft der Expedition 54. In der Regel kommen diese Crews dann jeweils zwei Missionen später selbst zum Einsatz.

## Missionsbeschreibung

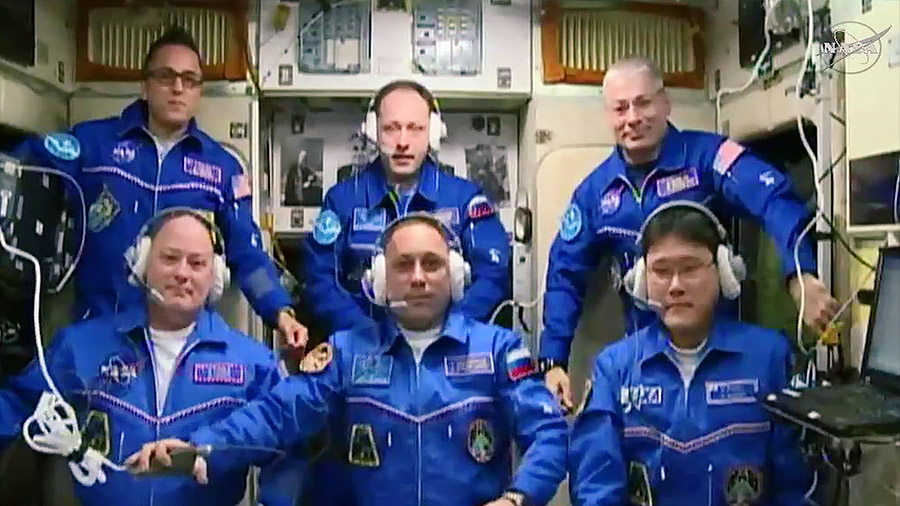
Aufnahme der Besatzung vom 19. Dezember 2017

### Crewaustausch
Am 19. Dezember 2017 – fünf Tage nach Expeditionsbeginn – koppelte das Zubringerraumschiff Sojus MS-07 nach etwa zweitägigem Flug an die ISS an; die Stammbesatzung wurde damit wieder auf sechs Personen aufgestockt.
Am Tag vor dem Abdocken von Sojus MS-06 mit Alexander Missurkin, Mark Vande Hei und Joseph Acaba übernahm Anton Schkaplerow das ISS-Kommando. Zusammen mit Norishige Kanai und Scott Tingle bildete er die anfängliche Crew der nachfolgenden ISS-Expedition 55.

### Frachterverkehr

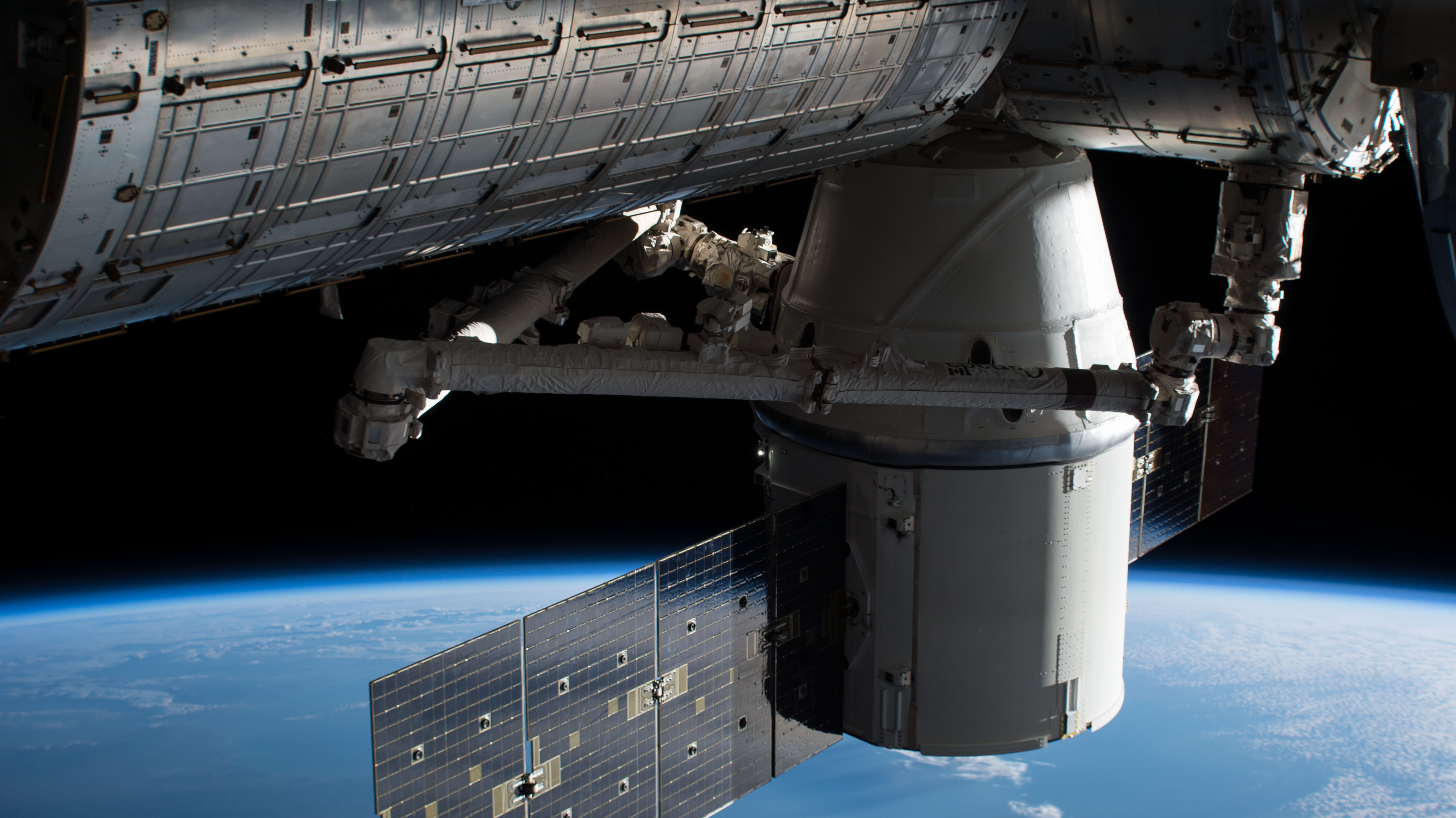
Dragon CRS-13 an der ISS

Das Raumschiff Dragon CRS-13 erreichte die ISS am 17. Dezember und wurde von Mark Vande Hei und Joseph Acaba mithilfe des Canadarm2-Roboterarms eingefangen. Der Transporter wurde um 13:26 UTC auf der erdzugewandten Seite von Harmony angekoppelt.
Am 28. Dezember wurde Progress MS-06 vom Dockingport des Swesda-Moduls abgekoppelt.
Am 13. Januar 2018 wurde Dragon CRS-13 von Joseph Acaba und Scott Tingle mithilfe des Canadarm2-Roboterarms vom Harmony-Modul gelöst und in einer eigenen Umlaufbahn ausgesetzt. Die Wasserung im Pazifik erfolgte noch am selben Tag.
Am 15. Februar um 10:38 UTC koppelte Progress MS-08 an das Swesda-Modul an. Der Frachter soll sechs Monate mit der ISS verbunden bleiben, ehe er im August 2018 mit Abfall beladen abgekoppelt und über dem Südpazifik zum Verglühen gebracht wird.

### Außenbordarbeiten

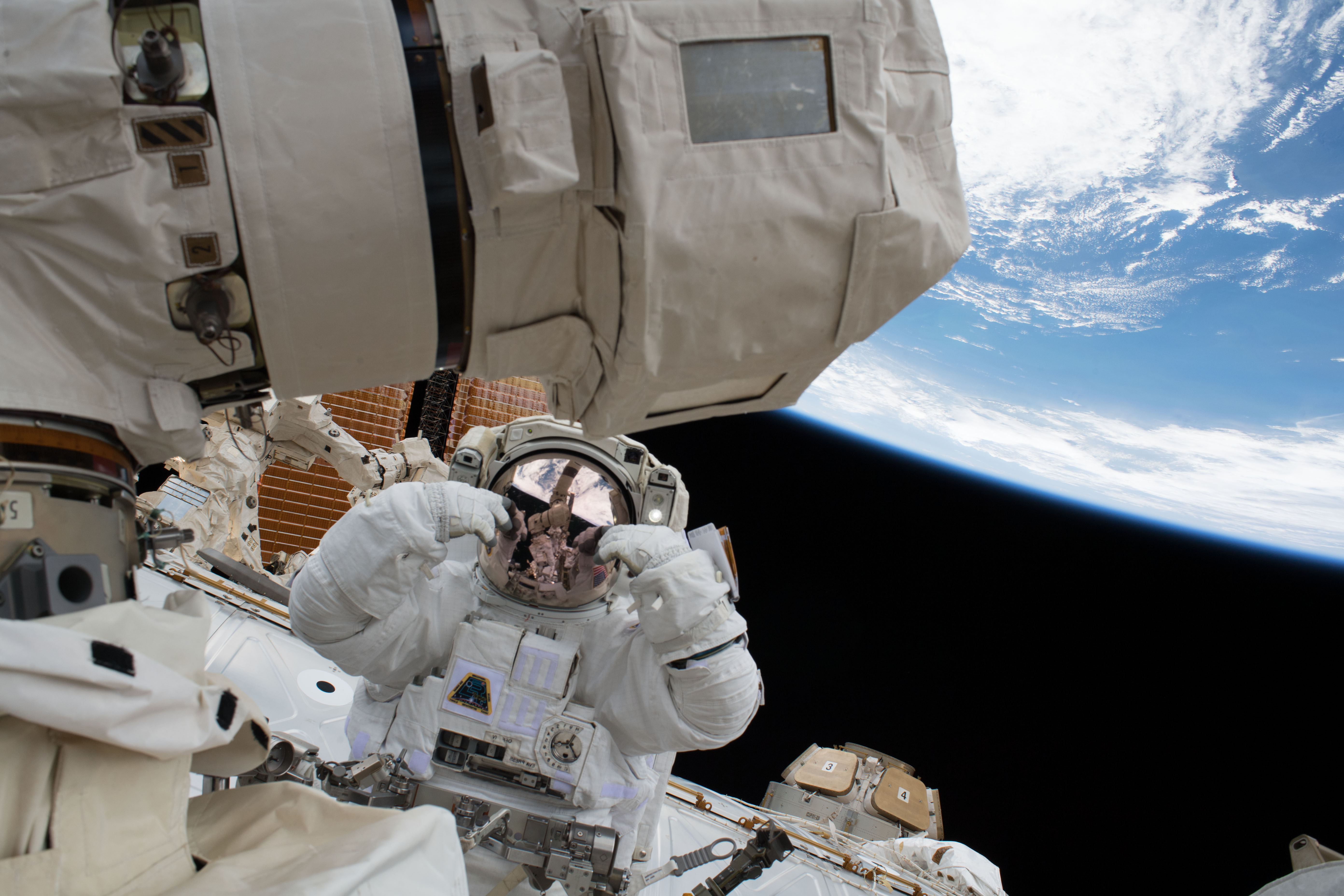
Scott Tingle beim ersten Außenbordeinsatz

Am 23. Januar ersetzten Mark Vande Hei und Scott Tingle im Rahmen einer EVA einen von zwei Latching End Effectors (LEE) am Greifarm Canadarm2.
Am 2. Februar verließen Alexander Missurkin und Anton Schkaplerow die Station durch die Luftschleuse im Modul Pirs. Die Hauptaufgabe war der Abbau und der Abwurf des „ShA-317A-II“-Funkempfängers und des „Lira“-Antennensystems auf der Rückseite des Swesda-Moduls. Außerdem fertigten die Kosmonauten detaillierte Fotos von der Außenhülle der russischen Module, insbesondere einer Materialprobenkassette, an.
Am 16. Februar führten Mark Vande Hei und Norishige Kanai den dritten Außeneinsatz durch. Die beiden Astronauten versetzten den Latching End Effector (LEE), also die „Hand“ des Greifarms Canadarm2, von einer Plattform auf dem Schlitten (Mobile Base System) der Station zur Luftschleuse Quest.